# Strungari
Strungari – wieś w Rumunii, w okręgu Alba, w gminie Pianu. W 2011 roku liczyła 223 mieszkańców.